# Целль-унтер-Айхельберг
Целль-унтер-Айхельберг (нім. Zell unter Aichelberg) — громада в Німеччині, знаходиться в землі Баден-Вюртемберг. Підпорядковується адміністративному округу Штутгарт. Входить до складу району Геппінген.
Площа — 6,39 км2. Населення становить 3162 ос. (станом на 31 грудня 2020).